# Stuart N. Lake
Pour les articles homonymes, voir Lake.
Stuart Nathaniel Lake est un écrivain et scénariste américain né le 23 septembre 1889 à Rome (État de New York) et mort le 27 janvier 1964 à San Diego (Californie).

## Biographie
Il est notamment connu pour avoir publié en 1931 une biographie de Wyatt Earp, Wyatt Earp: Frontier Marshal (en), dont la véracité a été mise en cause par la suite.

## Filmographie

### Cinéma
- 1928 : Buck Privates de Melville W. Brown
- 1934 : Le Justicier (en) de Lewis Seiler
- 1937 : Une nation en marche de Frank Lloyd
- 1939 : L'Aigle des frontières de Allan Dwan
- 1940 : Le Cavalier du désert de William Wyler
- 1946 : La Poursuite infernale de John Ford
- 1950 : Winchester '73 de Anthony Mann
- 1953 : La Rivière de la poudre de Louis King

### Télévision
- 1967 : Winchester 73 (téléfilm)

## Nominations
- Oscars du cinéma 1941 : Oscar de la meilleure histoire originale pour Le Cavalier du désert